# Taiwan+
Taiwan+, eller TaiwanPlus, är en gratis engelskspråkig videoservice från Taiwan.
Sändningen börjades den 31 augusti 2021. Taiwans kulturministerium bevakar servicen och Taiwans centrala nyhetsbyrå (CNA) är ansvarig för innehållsproduktion. Beslutet om innehållsansvar fattades redan i maj 2021 och nyhetsbyrån lovade hålla Taiwan+ självständig och skild från sina andra operationer.
Taiwans regering finansierade servicen med 775 miljoner NT$ och kanalens syfte är att motverka den kinesiska kanalens CGTN:s ökande influens och presentera en mer positiv bild av Taiwan genom mjuk makt.